# Аляров, Умуд Мамедтаги оглы
Умуд Мамедтаги оглы Аляров (азерб. Umud Məmmədtağı oğlu Əlyarov; род. 1 января 1937, Ханларский район) — советский азербайджанский виноградарь, лауреат Государственной премии СССР (1980).

## Биография
Родился 1 января 1937 года в пгт Сафаралиев Ханларского района Азербайджанской ССР (ныне город Самух Самухского района).
С 1963 года — бригадир комсомольской виноградарской бригады колхоза имени Сафаралиева Ханларского района Азербайджанской ССР. 
Аляров, проявив себя, как умелый руководитель, первым в районе стал использовать в своем хозяйстве четырехэтажные шпалеры, применял в работе новые агротехнические методы, большой опыт и передовую практику в выращивании винограда. Коллектив бригады регулярно получал высокие урожаи винограда — в 1975 году бригада получила 155,8 центнеров винограда с гектара на площади 60 гектаров, в 1976 году — 199,4 центнера с гектара, в 1977 году — 121,6 центнер с гектара на площади 79 гектаров, в 1978 году — 141,4 центнеров с гектара. В 1979 году бригада установила рекорд урожайности винограда в районе — с каждого гектара на поле размером 111 гектаров было получено по 191,3 центнеров винограда, а в 1980 году бригада побила свой же рекорд получив по 208,2 центнеров винограда с гектара на площади 102 гектара, вместо плановых 1272 тонн винограда, были получены 2120 тонн ягод, себестоимость упала в 1,5 раз. В XI пятилетке Аляров продолжил свой ударный труд, получая урожайность до 250 центнеров с гектара. Умуд Аляров делился с коллега своим опытом выращивания высоких урожаев винограда, в своей бригаде он подготовил 120 молодых рабочих и 2 будущих бригадиров.
Постановлением ЦК КПСС и Совета Министров СССР от 7 ноября 1980 года, за освоение и внедрение прогрессивной технологии, комплексной механизации при возделывании технических, овощных, плодовых культур, картофеля, льна, хлопка, чая и получение высоких урожаев этих культур Алярову Умуду Мамедтаги оглы оглы присуждена Государственная премия СССР.
Активно участвовал в общественной жизни Азербайджана. Член КПСС. Делегат XXX съезда КП Азербайджана.